# Coppa asiatica maschile di pallavolo 2008
La I Coppa asiatica maschile di pallavolo si è svolta a Nakhon Ratchasima, in Thailandia, dal 20 al 26 settembre 2008. Al torneo hanno partecipato 8 squadre nazionali asiatiche e oceaniane e la vittoria finale è andata per la prima volta all'Iran.

## Gironi
| Gruppo A                           | Gruppo B                                   |
| ---------------------------------- | ------------------------------------------ |
| Cina Corea del Sud Iran Thailandia | Australia Giappone Indonesia Taipei cinese |

## Fase finale

### Finali 1º e 3º posto
|  | Quarti        | Quarti   |               |          | Semifinali         | Semifinali         |  |  | Finale 1º/2º posto | Finale 1º/2º posto |
|  |               |          |               |          |                    |                    |  |  |                    |                    |
|  |               |          |               |          |                    |                    |  |  |                    |                    |
|  |               |          |               |          |                    |                    |  |  |                    |                    |
|  | Corea del Sud | 3        |               |          |                    |                    |  |  |                    |                    |
|  | Corea del Sud | 3        |               |          |                    |                    |  |  |                    |                    |
|  | Indonesia     | 0        |               |          |                    |                    |  |  |                    |                    |
|  | Indonesia     | 0        | Corea del Sud | 3        |                    |                    |  |  |                    |                    |
|  |               |          | Corea del Sud | 3        |                    |                    |  |  |                    |                    |
|  |               | Cina     | 1             |          |                    |                    |  |  |                    |                    |
|  | Cina          | Cina     | 1             | 3        |                    |                    |  |  |                    |                    |
|  | Cina          |          |               | 3        |                    |                    |  |  |                    |                    |
|  | Australia     | 0        |               |          |                    |                    |  |  |                    |                    |
|  | Australia     | 0        | Corea del Sud | 2        |                    |                    |  |  |                    |                    |
|  |               |          | Corea del Sud | 2        |                    |                    |  |  |                    |                    |
|  |               | Iran     | 3             |          |                    |                    |  |  |                    |                    |
|  | Iran          | Iran     | 3             | 3        |                    |                    |  |  |                    |                    |
|  | Iran          |          |               | 3        |                    |                    |  |  |                    |                    |
|  | Taipei cinese | 0        |               |          |                    |                    |  |  |                    |                    |
|  | Taipei cinese | 0        | Iran          | 3        | Finale 3º/4º posto | Finale 3º/4º posto |  |  |                    |                    |
|  |               |          | Iran          | 3        | Finale 3º/4º posto | Finale 3º/4º posto |  |  |                    |                    |
|  |               | Giappone | 1             |          |                    |                    |  |  |                    |                    |
|  | Thailandia    | Giappone | 1             | 0        | Cina               | 3                  |  |  |                    |                    |
|  | Thailandia    |          |               | 0        | Cina               | 3                  |  |  |                    |                    |
|  | Giappone      | 3        |               | Giappone | 0                  |                    |  |  |                    |                    |
|  | Giappone      | 3        |               |          | 0                  |                    |  |  |                    |                    |
|  |               |          |               |          |                    |                    |  |  |                    |                    |
|  |               |          |               |          |                    |                    |  |  |                    |                    |

### Finali 5º e 7º posto
|  | Semifinali 5º/8º posto | Semifinali 5º/8º posto | Semifinali 5º/8º posto |            |           | Finale 5º/6º posto | Finale 5º/6º posto | Finale 5º/6º posto |  |
|  |                        |                        |                        |            |           |                    |                    |                    |  |
|  | Indonesia              | Indonesia              | 2                      |            |           |                    |                    |                    |  |
|  | Indonesia              | Indonesia              | 2                      |            |           |                    |                    |                    |  |
|  | Australia              | Australia              | 3                      |            |           |                    |                    |                    |  |
|  | Australia              | Australia              | 3                      |            | Australia | Australia          | 3                  |                    |  |
|  |                        |                        |                        |            | Australia | Australia          | 3                  |                    |  |
|  |                        |                        | Thailandia             | Thailandia | 0         |                    |                    |                    |  |
|  | Taipei cinese          | Taipei cinese          | Thailandia             | Thailandia | 0         | 1                  |                    |                    |  |
|  | Taipei cinese          | Taipei cinese          |                        |            |           | 1                  |                    |                    |  |
|  | Thailandia             | Thailandia             | 3                      |            |           | Finale 7º/8º posto | Finale 7º/8º posto | Finale 7º/8º posto |  |
|  | Thailandia             | Thailandia             | 3                      |            |           |                    |                    |                    |  |
|  |                        |                        |                        |            |           |                    |                    |                    |  |
|  |                        |                        |                        |            |           | Indonesia          | Indonesia          | 3                  |  |
|  |                        |                        |                        |            |           | Indonesia          | Indonesia          | 3                  |  |
|  |                        |                        |                        |            |           | Taipei cinese      | Taipei cinese      | 1                  |  |

## Classifica finale
| Classifica | Squadre       | Qualificazione                   |
| ---------- | ------------- | -------------------------------- |
|            | Iran          | Qualificazioni World League 2010 |
|            | Corea del Sud |                                  |
|            | Cina          |                                  |
| 4          | Giappone      |                                  |
| 5          | Australia     |                                  |
| 6          | Thailandia    |                                  |
| 7          | Indonesia     |                                  |
| 8          | Taipei cinese |                                  |